# Evangelisch-Lutherisches Dekanat Würzburg
Das Evangelisch-Lutherische Dekanat Würzburg ist eines der 19 Dekanate des Kirchenkreises Ansbach-Würzburg.

## Geschichte

### Pfarreien und Gemeinden
Im heutigen Dekanatsbezirk war in der Reformationszeit der überwiegende Flächenanteil im Besitz des Hochstifts Würzburg. Die Reformation konnte nur in einzelnen Ortschaften, 21 im Dekanatsbezirk, Fuß fassen. Erst in bayerischer Zeit ab 1803 konnten durch ein Toleranzedikt neue evangelische Gemeinden gegründet werden.

#### Das Adelsgeschlecht derer von Wolffskeel
Das Adelsgeschlecht der Freiherrn und späteren Grafen Wolffskeel von Reichenberg wechselte Mitte des 16. Jh. zum Augsburger Bekenntnis. Die in ihrem Herrschaftsgebiet südlich von Würzburg liegenden Pfarreien wurden evangelisch. Das waren um 1550 Alberthausen und Lindflur, um 1555 Reichenberg und Üngershausen mit der Filiale Geroldshausen. In Rottenbauer traten zwischen 1570 und 1581 Jakob und Hans von Wolffskeel zum evangelischen Glauben über. Fuchsstadt gehörte als Filiale zu Rottenbauer. Uettingen ist seit etwa 1528 evangelisch, kam aber erst 1625 in Wolffskeelschen Besitz.

#### Die Grafschaft Castell
Zur Grafschaft Castell kamen durch Erbschaft nach dem Aussterben der Grafen von Wertheim durch Vergleiche am 8. November 1558 zum halben Dorf Remlingen und am 28. und 30. September 1559 zu Billingshausen und Oberaltertheim und Unteraltertheim. Graf Georg II. von Wertheim war bereits 1522 zum neuen Glauben übergetreten. Die Reformation hielt Einzug 1525 in Remlingen, um 1526 in Billingshausen, um 1530 in Oberaltertheim und vor 1548 in Unteraltertheim.

#### Die Grafschaft Limpurg-Speckfeld
In der Grafschaft Limpurg-Speckfeld wurde zwischen 1540 und 1555 die evangelische Lehre eingeführt. Zum Herrschaftsgebiet gehörten in der Reformationszeit Lindelbach, Sommerhausen, Westheim und Winterhausen.

#### Die Zobel zu Giebelstadt
In der Pfarrei Herchsheim und der Filiale Giebelstadt wurde 1601 die Reformation durch die von Zobel zu Giebelstadt eingeführt.

#### St. Stephan in Würzburg
Das Würzburger Benediktinerkloster St. Stephan wurde 1802 säkularisiert. Nach Erlassung des Bayerischen Toleranzedikts am 10. Januar 1803 konnte sich eine evangelische Gemeinde bilden. Der neu gegründeten Pfarrei wurde St. Stephan als Kirche zugewiesen.

### Dekanat
Das bayerische Dekanat wurde nach einer Neueinteilung der bayerischen evangelischen Dekanate am 19. April 1827 mit der dekanatsfreien Pfarrei Würzburg St. Stephan errichtet. Zudem übernahm es die Pfarreien des aufgelösten Dekanats Albertshausen: Albertshausen, Fuchsstadt, Herchsheim, Lindelbach, Rottenbauer, Sommerhausen, Uengershausen, Westheim und Winterhausen. Vom Dekanat Thüngen wurde die Pfarrei Thüngen übernommen. Ab 1. April 1836 kamen aus dem Dekanat Remlingen hinzu: Billingshausen, Oberaltertheim, Remlingen, Üttingen und Unteraltertheim, sowie Eschau, das aber später nach Wertheim abgegeben wurde.

### Dekane des Evangelisch-lutherischen Dekanatsbezirks Würzburg
- Ernst August Ackermann
- Johann Lorenz Heinrich Burkhardt
- Ernst Friedrich Wilhelm Fabri († 1866), Vater von Friedrich Fabri
- Georg Friedrich Wilhelm Funk
- Christoph Karl Andreas Neubig
- Johannes Wiesinger
- Gustav Ferdinand Leopold Remshard
- Hermann Julius Georg Beck
- Johann Fr. Pachelbel
- Wilhelm Rüdel
- Friedrich Lindner
- 1942–1945: Georg Merz
- 1946–1949: Gustav Kurt Schadewitz[5]
- Paul Schattenmann (kommissarisch)
- 1948–1962: Wilhelm Schwinn
- Dieter Bezzel
- 1972–1980: Paul F. Rieger
- 1980–1992: Martin Elze (1927–2023)
- 1992–1999: Joachim Beer
- 1999–2011: Günter Breitenbach[6][7]
- 2011–2019: Edda Weise
- 2020–0000: Wenrich Slenczka

## Kirchengemeinden
Zum Dekanatsbezirk Würzburg gehören 30 Pfarreien (Pfarrämter), die teilweise aus mehreren Kirchengemeinden, insgesamt 41, bestehen. Sie liegen in der kreisfreien Stadt Würzburg, im Landkreis Würzburg und im Südosten des Landkreises Main-Spessart. In den Gemeinden leben ca. 56000 Gemeindeglieder (Stand 2024). Im Folgenden sind die Pfarreien und Kirchengemeinden sowie deren Kirchengebäude aufgeführt.
- Pfarreien mit einer Kirchengemeinde
  - Billingshausen, ev. Pfarrkirche (12.–13. Jh., 1585 Langhausveränderung)
  - Eisingen, St. Philippus (1998)
  - Estenfeld, Gemeindezentrum St. Markus
  - Fuchsstadt, ev. Kirche (1891)
  - Gerbrunn, Apostelkirche
  - Geroldshausen, ev. Kirche (1590)
  - Höchberg, St. Matthäus (1950, ehemalige Synagoge), Bonhoeffer-Gemeindehaus (1976), Paul Gerhardt-Gemeindehaus (1984) in Waldbüttelbrunn
  - Karlstadt, St. Johannis (1904)
  - Remlingen, St. Andreas
  - Rottenbauer, Trinitatiskirche (1493)
  - Rottendorf, Friedenskirche
  - Sommerhausen, St. Bartholomäus (Chorbogen 1250, Turm 1596 erhöht, Langhaus 1740)
  - Thüngen-Arnstein, St. Georg in Thüngen und Christuskirche in Arnstein (1904)
  - Uettingen, St. Bartholomäus (1749, Langhaus 1754)
  - Veitshöchheim, Christuskirche
  - Winterhausen, St. Nikolaus (1463, 1497)
  - Würzburg, Auferstehungskirche
  - Würzburg-Deutschhauskirche-Erlöserkirche
  - Würzburg-Gnadenkirche
  - Würzburg-Heuchelhof, Gethsemanekirche
  - Würzburg-Hoffnungskirche
  - Würzburg-Lengfeld, Ökumenisches Zentrum
  - Würzburg-Martin-Luther-Kirche
  - Würzburg-St. Johannis
  - Würzburg-St. Paul
  - Würzburg-St. Stephan (1789, 1806 ev.)
  - Würzburg-St. Thomas
  - Zell am Main, Versöhnungskirche
- Pfarrei Albertshausen
  - Albertshausen, ev. Pfarrkirche, (17.–18. Jh.)
  - Lindflur, ev. Kirche, (1596 Turmerhöhung und Langhaus)
- Pfarrei Giebelstadt
  - Giebelstadt, ev. Kirche  (2. Hälfte 16. Jh.)
  - Herchsheim, ev. Kirche (1613)
- Pfarrei Lindelbach
  - Lindelbach-Randersacker, ev. Pfarrkirche (gotisch)
  - Westheim, ev. Kirche (Ende 19. Jh.)
- Pfarrei Oberaltertheim
  - Oberaltertheim, ev. Kirche (1828)
  - Steinbach
  - Unteraltertheim, St. Martin (1751)
- Pfarrei Ochsenfurt
  - Ochsenfurt, Christuskirche (1901)
  - Ochsenfurt-Erlach, St. Johannes
- Pfarrei Reichenberg
  - Reichenberg, ev. Pfarrkirche (1733)
  - Uengershausen, ev. Kirche (1602)